# Konrad Gesterding
Johann Friedrich Conrad Gesterding (* 16. Juni 1848 in Greifswald; † 6. Januar 1917 ebenda) war ein deutscher Richter und Verwaltungsjurist in der Provinz Pommern.

## Leben
Gesterding war Sohn des Arztes Carl Julius Gottlieb Gesterding (1815–1871) und Enkel des Greifswalder Bürgermeisters Carl Gesterding. Er begann an der Königlichen Universität zu Greifswald Rechtswissenschaft zu studieren und wurde 1869 im Corps Pomerania Greifswald aktiv. Als Inaktiver wechselte er an die Ruprecht-Karls-Universität Heidelberg und die Friedrichs-Universität Halle. Ab 1872 war er als Referendar an Gerichten in Greifswald, Torgau und Naumburg (Saale) tätig. 1877 wurde er Gerichtsassessor und Kreisrichter in Massow im Landkreis Naugard. Im selben Jahr wechselte er als Kreisrichter nach Wolgast. Von dort ging er 1878 nach Greifswald, wo er Direktor der Stadt- und Hafenpolizei wurde. Im Nebenamt war er ab 1881 als Universitätsrichter tätig und führte eine neue Karzerordnung ein. Gesterding war Mitglied des Greifswalder Stadtrates und saß ab 1897 auf Präsentation der Stadt Greifswald im Preußischen Herrenhaus.
Er war mit Clara Tessmann (1850–1924), einer Tochter des Bürgermeisters Daniel Joachim Christian Teßmann (1803–1886) verheiratet, und hatte mit ihr zwei Kinder. Konrad Gesterding wurde auf dem Greifswalder Alten Friedhof beigesetzt.

## Ehrungen
- Ehrendoktor der Medizinischen Fakultät der Universität Greifswald (1891)
- Roter Adlerorden 4. Klasse (1895)
- Geh. Regierungsrat (1901)
- Königlicher Kronen-Orden (Preußen) 3. Klasse (1906)
- Ehrendoktor der Greifswalder Juristischen Fakultät
- Ehrenmitglied des Corps Pomerania Greifswald

## Schriften
- Die Grundzüge des Reichsgesetzes betr. Die Invaliditäts- u. Altersversicherg unter bes. Berüchsichtigg d. Landwirtschaftl. Verhältnisse: Vortr. Geh. Ein landwirthschaft. Verein d. Kreises Greifswald a. 6. Dec. 1890. J. Abel, Greifswald 1890.
- Stiftungen, Stipendien und Beneficien für Studierende an der Universität Greifswald. Greifswald 1894.
- Die Obliegenheiten des Rectors und des Richters der Königlichen Universität Greifswald. J. Abel, Greifswald 1896.